# Farciminellopsis gracilis
Farciminellopsis gracilis är en mossdjursart som beskrevs av Silén 1941. Farciminellopsis gracilis ingår i släktet Farciminellopsis och familjen Bugulidae. Inga underarter finns listade i Catalogue of Life.